# Cantonul Le Cheylard
Cantonul Le Cheylard este un canton din arondismentul Tournon-sur-Rhône, departamentul Ardèche, regiunea Rhône-Alpes, Franța.

## Comune
- Accons
- Le Chambon
- Le Cheylard (reședință)
- Dornas
- Jaunac
- Mariac
- Nonières
- Saint-Andéol-de-Fourchades
- Saint-Barthélemy-le-Meil
- Saint-Christol
- Saint-Cierge-sous-le-Cheylard
- Saint-Genest-Lachamp
- Saint-Julien-Labrousse
- Saint-Michel-d'Aurance